# Ryley
Ryley es un pueblo canadiense situado en la provincia de Alberta.

## Superficie
Ryley tiene una superficie de 2,53 km².

## Demografía
En 2021, tenía 484 habitantes, una densidad poblacional de 191,6 hab./km², y 250 viviendas.